# Стрижак Георгій Юрійович
Георгій Юрійович Стрижак (22 березня 1946, село Медведівці, тепер Мукачівського району, Закарпатської області — грудень 2021) — український радянський діяч, директор Закарпатського лісотехнічного технікуму. Член ЦК КПРС у 1990—1991 роках.

## Життєпис
У 1965 році закінчив Закарпатський лісотехнічний технікум.
З 1965 по 1968 рік служив у Радянській армії. Член КПРС з 1967 року.
У 1968—1971 роках — майстер виробничого навчання Закарпатського лісотехнічного технікуму в місті Хуст; завідувач відділу Хустського районного комітету ЛКСМУ.
У 1971—1973 роках — інструктор Хустського районного комітету КПУ Закарпатської області.
У 1973—1974 роках — 2-й секретар, у 1974—1977 роках — 1-й секретар Хустського районного комітету ЛКСМУ.
У 1975 році закінчив заочно Ленінградську лісотехнічну академію.
У 1977—1979 роках — голова партійної комісії при Хустському районному комітеті КПУ.
У 1979—1987 роках — завідувач відділу Хустського районного комітету КПУ Закарпатської області.
У 1987—2006 роках — директор Закарпатського лісотехнічного технікуму (тепер — Закарпатський лісотехнічний фаховий коледж ДВНЗ «Національний лісотехнічний університет України») в місті Хуст.
З 2006 року працював директором Навчально-консультаційного центру Національного лісотехнічного університету України. Очолював Хустський діловий центр «Горизонт».
Помер у грудні 2021 року.